# Голяшово (Смоленская область)
Голяшово — деревня в Руднянском районе Смоленской области России. Входит в состав Казимировского сельского поселения. Население — 3 жителя (2007 год). 
Расположена в западной части области в 9 км к югу от Рудни, в 12 км южнее автодороги А141 Орёл — Витебск. В 10 км северо-восточнее деревни расположена железнодорожная станция Рудня на линии Смоленск — Витебск. 

## История
В годы Великой Отечественной войны деревня была оккупирована гитлеровскими войсками в июле 1941 года, освобождена в октябре 1943 года.